# Даліла ді Ладзаро
Даліла ді Ладзаро (італ. Dalila Di Lazzaro; 29 січня 1953, Удіне, Італія) — італійська кіноакторка, модель, співачка та письменниця.

## Біографія
Даліла ді Ладзаро народилася 29 січня 1953 року в Удіне, Італія. 
Розпочинала кар'єру в шоу-бізнесі як модель. Дебютувала у спагеті-вестерні режисера Мауріціо Лукіді «Si può fare… amigo» (1972) під псевдонімом Даліла Ді Ламар. Перша популярність прийшла після виконання ролі Соні у фільмі Пола Моріссі «Тіло для Франкенштейна» («Il mostro è in tavola… barone Frankenstein» (1973). Після акторського успіху в ролі Серафіни Віталі у комедії Альберто Латтуада «О, Серафіна!» (1976) в дуеті з Ренато Поццетто, за Далілою Ді Ладзаро закріпилося амплуа фатальної жінки, яке вона успішно експлуатувала в багатьох фільмах 1970-1980-х. Во кримінальній стрічці «Трьох потрібно прибрати» в ролі Беа (1980) зіграла в дуеті з Аленом Делоном. 
У 1998 році остаточно пішла з кінематографа і телебачення. 
У 2006 році Даліла Ді Ладзаро опублікувала свою першу книгу «Мій рай» (Il mio cielo), яка стала бестселером в Італії. Згодом опублікувала роман «Ангел мого життя» (L'angelo della mia vita, 2008), присвячений загиблому синові. В 2009 році з друку вийшла автобіографічна книга «Доторкнися до мого серця» (Toccami il cuore). 
Даліла Ді Ладзаро проживає в Мілані та на Французькій Рів'єрі.

## Фільмографія
- Si può fare… amigo (1972)
- Il mostro è in tavola… barone Frankenstein (1973)
- Il bestione (1974)
- L'ultimo treno della notte (1975)
- La pupa del gangster (1975)
- L'Italia s'è rotta (1976)
- Oh, Serafina!, regia di Alberto Lattuada (1976)
- Tre tigri contro tre tigri, regia Sergio Corbucci e Steno (1977)
- Il gatto, regia di Luigi Comencini (1977)
- La ragazza dal pigiama giallo, regia di Flavio Mogherini (1977)
- Tre tigri contro tre tigri, regia Sergio Corbucci e Steno (1977)
- Il gatto, regia di Luigi Comencini (1977)
- Un dramma borghese, regia di Florestano Vancini (1979)
- Quando la coppia scoppia, regia di Steno (1980)
- Stark System (1980)
- Il bandito dagli occhi azzurri (1980)
- Voltati Eugenio, regia di Luigi Comencini (1980)
- 1980 : Трьох потрібно прибрати / (Trois Hommes à abattre) — Беа
- Prima che sia troppo presto (1981)
- La donna giusta (1982)
- Una donna dietro la porta, regia di Pino Tosini (1982)
- Una di troppo, regia di Pino Tosini (1982)
- Tutti dentro, regia di Alberto Sordi (1984)
- Oniricon (1985)
- Killer contro killers (1985)
- Феномен / Phenomena, режисер Даріо Ардженто (1985)
- Sicilian connection (1987)
- Kinski Paganini, regia di Klaus Kinski (1989)
- Spogliando Valeria (1989)
- Alcune signore per bene (1990)
- Diceria dell'untore (1990)
- L'ulivo e l'alloro (1991)
- Strepitosamente… flop (1991)
- Dov'era lei a quell'ora?, regia di Antonio Maria Magro (1992)
- Una donna in fuga (1996)
- Mashamal — ritorno al deserto (1998)
- L'ultima ruota del carro, regia di Giovanni Veronesi (2013)

## Джерело
- сторінка в інтернеті [Архівовано 3 червня 2013 у Wayback Machine.]